# Facultad de Ingeniería (Universidad Mayor de San Andrés)
La facultad de Ingeniería, perteneciente a la Universidad Mayor de San Andrés, es una de las más importantes y antiguas facultades, en ella se dictan las clases para las carreras de Ingeniería Civil, Ingeniería Electrónica, Ingeniería Eléctrica, Ingeniería Química, Ingeniería Petrolera, Ingeniería Ambiental y de Alimentos, Ingeniería Industrial y Mecánica.

## Historia
La historia de la Facultad de Ingeniería (FI) tiene su génesis, cuando al llegar a su centenario, la Universidad Mayor de San Andrés (UMSA), crea la Facultad de Ciencias Físicas y Matemáticas el 14 de octubre de 1929 con diferentes especialidades del área bajo la dirección del decano Ing. Vicente Burgaleta en predios cercanos al colegio Simón de Ayacucho junto al Rectorado hasta 1937, cuando se traspasa terrenos del Colegio Militar para una Ciudad Universitaria –hoy monoblock central– la facultad se quedara con el pabellón principal y los de (hoy) Resistencia de Materiales e Ingeniería Sanitaria.
Una década después, a 10 de febrero de 1939, la autonomía universitaria –en el marco del plan de reforma universitaria– se estructura con facultades de Ciencias Biológicas, Ciencias Sociales y Ciencias Exactas, esta última compuesta por las ingenierías conocidas como: Escuela de Puentes y Calzadas, Escuela de Industrias y Manufacturas, Escuela de Minas y Petróleo, Escuela de Agronomía, Escuela de Arquitectura e Instituto de Ciencias Exactas. En julio 26 de 1943 se crea la Escuela de Ingeniería Industrial y en 1953 funcionan como Facultad de Ingeniería Civil y Facultad de Ingeniería Industrial, integrándose a esta última las carreras de Química, Eléctrica, Petróleo, Mecánica y Metalurgia, hasta el 11 de marzo de 1955 como carreras.
Paralelo a las facultades de ingeniería de la UMSA, en 1962 empezaba a funcionar el Instituto Tecnológico Boliviano (ITB) –en los predios expropiados al quebrado Banco Popular Colombo Boliviano de la plaza Obelisco– bajo la dirección del Ing. Miguel Tejada con fondos propiciados por Yacimientos Petrolíferos Fiscales Bolivianos (YPFB) para formar ingenieros en Geología, Minas y Petróleo. El 13 de noviembre de 1964 la Junta Militar decreta la integración del instituto con las facultades de Ingeniería del Estado luego de la toma del edificio por los estudiantes, para 1972 las Facultades de Ingeniería Civil e Ingeniería Industrial se fusionan en Facultad de Tecnología, y luego (1984) Facultad de Ingeniería con 8 carreras.
Escudo de Armas
Para iniciar con la descripción breve del significado y simbología del logo de la Facultad de Ingeniería, es necesario mencionar la influencia filosófica de Descartes sobre la existencia del mundo con la idea de un "ser perfecto (Dios)", quien en el "Discurso del Método (1637)" recurre a los geómetras para demostrar su existencia como en el "triángulo el que sus tres ángulos sean iguales a dos rectos o esfera el que todas sus partes sean igualmente distantes del centro". Y Leibniz concebía el mundo como "el mejor (optimum) de los mundos posibles", ya que fue creado por un Dios perfecto con capacidad matemática, de las infinitas posibilidades de mundos ha encontrado lo más óptimo y estable. Así "Dios ha escogido el mejor de los universos posibles". Estos son los principios pretendidas de representar en el logotipo de la facultad y la idea del ingeniero como colaborador del Gran constructor o Madre del universo y el mundo.